# Il ritorno d'Ulisse in patria
Il ritorno d'Ulisse in patria (SV 325, Odysseus' hjemkomst) er en opera i en prolog og fem akter (en prolog og tre akter i en senere revideret udgave) af Claudio Monteverdi med libretto af Giacomo Badoaro. Operaen blev først opført på Teatro Santi Giovanni e Paolo i Venedig i karnevalssæsonen 1639-1640. Historien, der er taget fra anden halvdel af Odysséen af Homer, beretter, hvordan fasthed og dydighed belønnes til sidst, efter at forræderi og bedrag er blevet overvundet. Efter sin lange rejse hjem fra den trojanske krig opdager Ulisse, at tre skurkagtige bejlere har overtaget hans kongerige og gør kur til hans trofaste dronning, Penelope. Med hjælp fra guderne, sønnen Telemaco (Telemachus) og den faste ven Eumete får Odysseus dog has på bejlerne og genvinder sit kongerige.
Il ritorno d'Ulisse in patria er den første af tre operaer i fuld længde, som Monteverdi i sine sidste år skrev for det blomstrende operaliv i Venedig. Efter at den første række af opførelser i Venedig var blevet kronet med succes, blev operaen spillet i Bologna, før den vendte tilbage til Venedig i sæsonen 1640-1641. Med undtagelse af en mulig opførelse ved habsburgske kejserhof i Wien sidst i det 17. århundrede blev operaen ikke opført før det 20. århundrede. Musikken blev kendt i moderne tid gennem opdagelsen af et ukomplet, håndskrevet partitur, som dukkede op sidst i det 19. århundrede, og som i mange enkeltheder afviger fra de overleverede udgaver af librettoen. Efter offentliggørelsen af partituret i 1922 blev dets autenticitet et omstridt spørgsmål. Operaen blev kun sjældent opført, men da det i 1950'erne efterhånden var blevet almindeligt anerkendt, at værket var Monteverdis, steg dets popularitet, særligt efter opførelser i Wien og Glyndebourne. Det er siden blevet opført på operahuse verden over og er indspillet mange gange.
Sammen med de øvrige værker Monteverdi skrev for scenen i Venedig, betragtes Il ritorno d'Ulisse in patria som en af de første moderne operaer. Dens musik, der bærer træk fra tidligere værker, viser også Monteverdis udvikling som operakomponist gennem hans brug af avancerede udtryk som arioso, duet og ensemble foruden det traditionelle recitativ. Ved at bruge en mangfoldighed af musikalske udtryk var Monteverdi i stand til at fremmane følelser hos både mennesker og guder. Il ritorno d'Ulisse in patria er beskrevet som en "grim ælling", men også som den mest blide og bevægende af Monteverdis overleverede operaer og som en opera der, skønt den måske skuffer umiddelbart, vil afsløre en ekstraordinært veludviklet vokalstil ved gentagelse.

## Historisk kontekst
Monteverdi var etableret hofkomponist i hertug Vincenzo Gonzagas tjeneste i Mantova, da han skrev sine første operaer, L'Orfeo og L'Arianna i 1606-1608. Efter en uoverensstemmelse med Vincenzos efterfølger hertug Francesco Gonzaga flyttede Monteverdi i 1613 til Venedig, hvor han blev maestro di capella ved Markuskirken, en stilling han forblev i til sin død i 1643. Ud over sin løbende produktion af madrigaler og kirkemusik fortsatte Monteverdi med at komponere værker til scenen, omend ikke egentlige operaer. Han skrev adskillige balletter, og til karnevallet i 1624-1625 frembragte han Il combattimento di Tancredi e Clorinda, der var en blanding af ballet, opera og oratorium.
I 1637 fik Venedig et egentligt operahus med åbningen af Teatro San Cassiano. Teatret var sponsoreret af den rige Tron-familie og var det første, der udelukkende opførte opera. Teatrets åbningsforestilling den 6. marts 1637 var L'Andromeda af Francesco Manelli og Benedetto Ferrari. Værket blev meget entusiastisk modtaget lige som deres La Maga fulminata blev det året efter. Tre andre operahuse åbnede hurtigt efter i byen, da de førende familier i republikken Venedig ønskede at fremvise deres rigdom og status ved at støtte den nyeste musikalske mode. Først holdt Monteverdi sig fra disse aktiviteter, måske på grund sin alder (han var over 70) eller måske på grund af den værdighed, der var forbundet med hans stilling ved Markuskirken. Ikke desto mindre mente en uidentificeret samtidig foranlediget af Monteverdis tavshed i relation til genren, at il maestro stadig kunne nå at skrive en opera til Venedig. Kommentatoren skulle vise sig at være forudseende, for Monteverdis første offentlige bidrag til operaen i Venedig kom med karnevalssæsonen 1639-1640 med en genopførelse af L'arianna på Teatro San Moisè.
L'Arianna blev hurtigt fulgt af tre helt nye operaer, af hvilke Il ritorno d'Ulisse in patria var den første. Den anden Le nozze d' Enea in Lavinia blev opført ved karnevallet i 1640-1641, men Monteverdis musik til den er gået tabt, omend librettoen, hvis ophavsmand er ukendt, er overleveret. Den sidste af de tre operaer, der var skrevet for karnevallet i 1642-1643 var L'incoronazione di Poppea (Poppeas kroning), der blev opført kort før komponistens død i 1643.

## Tilblivelseshistorie

### Librettoen
Giacomo Badoaro (1602-1654) var en produktiv digter på den venetianske dialekt og medlem af Accademia degli Incogniti, en gruppe af fritænkende intellektuelle, der var interesserede i at fremme musikteateret i Venedig. Badoaro havde selv økonomiske interesser i Teatro Novissimo. Il ritorno d'Ulisse in patria var hans første libretto; han skrev i 1644 en anden Odysseus-baseret libretto til en opera af Francesco Sacrati. Teksten til Il ritorno d'Ulisse in patria, der oprindeligt var i fem akter, der senere blev til tre akter, er en mere eller mindre teksttro tilpasning af bog 13-23 af Odysséen af Homer, idet nogle personers betydning og karateristik blev ændret eller udvidet. Badoaro kan have påvirket af skuespillet Penelope af Giambattista Della Porta fra 1591 i sin behandling af historien. Librettoen blev skrevet med det bevidste formål at lokke Monteverdi til at skrive en venetiansk opera, og librettoen satte åbenbart den ældre komponists fantasi i sving. Både Badoaro og Monteverdi kunne se mulighederne i at lade en klassisk fortælling ilustrere menneskene lod i deres egen tid.
Monteverdi-forskeren Ellen Rosand nævner tolv udgaver af den offentliggjorte libretto, som er blevet opdaget efter urpremieren. De fleste af dem synes at være kopier fra det 18. århundrede, der muligvis alle skyldes en enkelt kilde; nogle er litterære versioner uden forbindelse til teateropførelser. På én nær står Badoaro som forfatter; den ene udgave anfører ikke noget forfatternavn. Kun to henviser til Monteverdi som komponist, men komponisters navne blev kun sjældent oplyst på trykte libretti. Teksten i de tolv udgaver er overordnet set den samme, og de afviger således alle fra den eneste overleverede kopi af Monteverdis partitur, der har tre akter i stedet for fem, en anden prolog og en anden slutning, lige som mange scener og passager enten er udeladt eller omarrangeret. Nogle af bøgerne angiver, at urpremieren fandt sted på Teatro San Cassiano, sel vom Teatro Santi Giovanni e Paolo generelt anerkendes som det teater, der var ramme om begivenheden.

### Partituret
Det er ikke kendt, hvornår Monteverdi modtog librettoen fra Badoaro, men det skete formentlig i 1639 eller før, da værket skulle opføres under karnevallet i 1639-1640. I overensstemmelse med konventionerne for opera i Venedig blev værket skrevet for et lille orkester af en fem strygere og forskellige basso continuo-instrumenter. Der var en økonomisk overvejelse bag valget af orkesterstørrelsen, for de rige handelsfolk, der støttede operahusene, ønskede, at nye operaer skulle blive såvel kommercielle som kunstneriske succeser og forsøgte derfor at minimere omkostningerne. Som det var almindeligt på den tid blev den præcise instrumentering ikke angivet i partituret. Partituret findes i et enkelt håndskrevet eksemplar, der blev opdaget på Wiens nationalbibliotek i det 19. århundrede.
Partituret afslører mange træk, der er karakteristiske for Monteverdi, og som stammer fra hans lange erfaring som komponist af sceneværker og sangværker. Rosand mener, at de betragtelige forskelle på partituret og librettoen, der kunne støtte en tvivl på, om Monteverdi virkelig var værkets ophavsmand, må tilskrives Monteverdis velkendte ønske om at tilpasse de tekster, han skulle sætte i musik, efter forgodtbefindende. Ringer støtter denne tese og mener, at Monteverdi gik frisk til Badoaros tekst og omformede den til et sammenhængende og effektivt grundlag for det musikalske drama og tilføjer, at Badoaro skal have hævdet ikke længere at kunne genkende værket som sit eget. Komponistens og librettistens samtidige identificerede Monteverdi med Ulisse; begge vender hjem, Ulisse til Ithaka, Monteverdi til operagenren, som han havde lært at beherske og derefter forladt 30 år tidligere.

### Autenticitet
Musikforskere har både før og efter offentliggørelsen af partituret i 1922 betvivlet værkets autenticitet. At Monteverdi var ophavsmand til værket var omdiskuteret frem til 1950'erne. Den italienske musikhistoriker Giacomo Benvenuti hævder på basis af en opførelse i 1942 i Milano, at værket simpelthen ikke var godt nok til at være skrevet af Monteverdi. Når der ses bort fra de stilistiske forskelle på Il ritorno d'Ulisse in patria og Monteverdis anden overleverede sene opera, L'incoronazione di Poppea, er hovedårsagen til tvivlen en række forskelle mellem partituret og librettoen. Meget af usikkerheden blev imidlertid opklaret gennem opdagelsen af samtidige dokumenter, der alle bekræfter, at Monteverdi var komponisten. De omfatter et brev fra den ukendte librettist til Le nozze d'Enea in Lavinia, i hvilket Monteverdis komposition af Il ritorno d'Ulisse in patria diskuteres, Badoaros forord til librettoen til Il ritorno d'Ulisse in patria, der er henvendt til komponisten med ordene: "I can firmly state that my Ulysses is more indebted to you than ever was the real Ulysses to the ever-gracious Minerva", et brev fra 1644 fra Badoaro til Michelangelo Torcigliani, i hvilket der står at "Il ritorno d'Ulisse in patria was embellished with the music of Claudio Monteverdi, a man of great fame and enduring name" samt endelig et hæfte fra 1640 med titlen Le Glorie della Musica, som anfører Badoaro og Monteverdi som operaens ophavsmænd. Ifølge dirigent og instrumentalist Sergio Vartolo må disse dokumenter uden tvivl fastslå, at Monteverdi var værkets hovedkomponist. Selvom dele af musikken kan have været skrevet af andre, er der ikke tvivl om, at værket i altovervejende grad er skrevet af Monteverdi, og at det overleverede er tæt på den form, han oprindelig gav det.

## Roller
Værket er skrevet for et stort antal sangere. Der er 30 roller samt små kor med himmelske væsener, sirener og fajakere, men alle roller kan, hvis nogle sangere kan synge flere roller, fordeles på 14 sangere: tre sopraner, to mezzosopraner, en alt, seks tenorer og to basser. Antallet af sangere var normalt i tidens venetianske opera. I partituret skifter Eumete fra tenor til sopran (kastrat) midt i anden akt, hvilket kan tyde på, at manuskript kan være sammenstillet af mere end én kilde. I moderne opførelser transponeres den sidste del af Eumetes rolle normalt til et lavere stemmeleje, så hele rollen kan synges af en tenor.
| Rolle                                             | Stemmetype            | Scene                                                          | Noter |
| ------------------------------------------------- | --------------------- | -------------------------------------------------------------- | --- |
| L'umana fragilatà (Den menneskelige skrøbelighed) | mezzosopran           | Prolog                                                         | |
| Tempo (Tiden), gud                                | bas                   | Prolog                                                         | |
| Fortuna (Skæbnen), gudinde                        | sopran                | Prolog                                                         | |
| Amore (Amor), gud                                 | sopran                | Prolog                                                         | Rollen kan oprindelig være blevet sunget af en drengesopran, muligvis Costantino Manelli.                                                |
| Penelope, Ulisses hustru                          | mezzosopran           | Akt 1: I, X Akt 2: V, VII, XI, XII Akt 3: III, IV, V, IX, X    | Rollen blev oprindelig, i Venedig og Bologna, sunget af Giulia Paolelli.                                                                 |
| Ericlea, Penelopes amme                           | mezzosopran           | Akt 1: I Akt 3: VIII, X                                        | |
| Melanto, Penelopes oppasser                       | sopran                | Akt 1: II, X Akt 2: IV Akt 3: III                              | |
| Eurimaco, tjener for en af Penelopes bejlere      | tenor                 | Akt 1: II Akt 2: IV, VIII                                      | |
| Nettuno (Neptun), havgud                          | bas                   | Akt 1: V, VI Akt 3: VII                                        | I Venedig og Bologna blev rollen formentlig sunget af impresario Francesco Manelli.                                                      |
| Giove (Jupiter), den øverste gud                  | tenor                 | Akt 1: V Akt 3: VII                                            | En kendt venetiansk tenor, Giovan Battista Marinoni, kan have spillet rollen som Giove ved den første række af forestillinger i Venedig. |
| Coro di Feaci (kor af fajakere)                   | alt, tenor, bas       | Akt 1: VI                                                      | |
| Ulisse (Odysseus), konge af Ithaka                | tenor                 | Akt 1: VII, VIII, IX, XIII Akt 2: II, III, IX, X, XII Akt 3: X | |
| Minerva, gudinde                                  | sopran                | Akt 1: VIII, IX Akt 2: I, IX, XII Akt 3: VI, VII               | I Venedig og Bologna blev rollen oprindelig sunget af Maddalena Manelli, Francescos hustru.                                              |
| Eumete, en hyrde                                  | tenor                 | Akt 1: XI, XII, XIII Akt 2: II, VII, X, XII Akt 3: IV, V, IX   | |
| Iro, en parasit                                   | tenor                 | Akt 1: XII Akt 2: XII Akt 3: I                                 | |
| Telemaco (Telemachus), søn af Ulisse              | tenor                 | Akt 2: I, II, III, XI Akt 3: V, IX, X                          | |
| Antinoo (Antinous), Penelopes bejler              | bas                   | Akt 2: V, VIII, XII                                            | |
| Pisandro (Peisandros), Penelopes bejler           | tenor                 | Akt 2: V, VIII, XII                                            | |
| Anfimono (Amphinomus), Penelopes bejler           | alt eller kontratenor | Akt 2: V, VIII, XII                                            | |
| Coro di celesti (Himmelsk kor)                    | sopran, alt, tenor    | Akt 3: VII                                                     | |
| Coro marittimo (Sirenekor)                        | sopran, tenor, bas    | Akt 3: VII                                                     | |

## Synopsis
Handlingen finder sted på og omkring øen Ithaka ti år efter den trojanske krig. Teksten anføres på dansk, mens den italienske tekst fremgår af fodnoterne.

### Prolog
L'umana fragilatà hånes af guderne Tempo, Fortuna og Amore på skift. Mennesket er, mener de, i deres magt: "Amore, der bruger sine pile / Fortuna, der lokker / Tempo, der løber... Har ingen nåde!" De kan gøre mennesket "svagt, elendigt og forvirret".

### Akt 1
På paladset i Ithaka klager Penelope over Ulisses lange fravær: "Den ventede kommer ikke, og dog svinder årene". Hendes sorg udtrykkes også af ammen, Ericlea. Penelope går ud, og hendes oppasser Melanto kommer ind sammen med Eurimaco, der er tjener for en af Penelopes vedholdende bejlere. De to synger hengivent om deres kærlighed til hinanden ("Du er mit søde liv"). Scenen skifter til Ithakas kyst, hvor den sovende Ulisse er blevet bragt i land af fajakerne, hvis handling trodser Giove og Nettunos ønsker. Fajakerne straffes derfor af guderne, som forstener dem og deres skib. Ulisse vågner og forbander fajakerne for at have forladt ham: "Måtte Boreas altid, falske fajakere, være fjende af jeres sejl!" Fra gudinden Minerva, som indledningvis er forklædt som en hyrdedreng, erfarer Ulisse, at han er i Ithaka og hører om "den kyske Penelopes uforandrede trofasthed", hendes onde bejleres vedholdenhed til trods. Minerva vil føre Ulisse tilbage til tronen, hvis han følger hendes råd; hun fortæller ham, at han skal forklæde sig, så han komme ubemærket ind på hoffet. Ulisse opsøger først sin loyale tjener, Eumete, mens Minerva tager af sted for at finde Telemaco, Ulisses søn, som vil hjælpe sin far med at genvinde sit kongerige. Tilbage på paladset forsøger Melanto uden held at overtale Penelope til at vælge en af bejlerne: "Hvorfor foragte levende elskeres iver og forvente trøst fra de dødes aske?" I en lund i skoven nyder Eumete, der er blevet bortvist fra hoffet af bejlerne, hyrdelivet på trods af Iro, en af bejlernes parasitære følgesvende, der håner ham: "Her lever jeg blandt konger, mens du lever blandt hyrder der". Efter at Iro er blevet jaget bort, kommer Ulisse ind forklædt som tigger og forsikrer Eumete om, at hans herre, kongen, er i live, og at han vil komme tilbage. Eumete bliver umådelig glad: "Min lange sørgen skal, overvundet af dig, ophøre".

### Akt 2
Minerva og Telemaco vender tilbage til Ithaka i en vogn. Telemaco hilses glad af Eumete og den forklædte Ulisse i lunden: "O store søn af Ulisse, du er i sandhed kommet tilbage." Eumete tager af sted for at fortælle Penelope om Telemacos ankomst, hvorefter en ildkugle rammer Ulisse og fjerner hans forklædning og afslører hans sande identitet for sønnen. De fejrer deres genforening, hvorefter Ulisse sender Telemaco til paladset, idet han lover at følge efter snarest. På paladset beklager Melanto overfor Eurimaco, at Penelope stadig afviser at vælge en bejler: "Kort fortalt, Eurimaco, har damen et hjerte af sten". Kort efter modtager Penelope de tre bejlere, Antinoo, Pisandro og Anfinomo, og afviser dem en efter en på trods af deres forsøg på at gøre hoffet lystigt med sang og dans: "Altså, til nydelse, til dans, til sang! " Efter at bejlerne er gået, fortæller Eumete Penelope, at Telemaco er kommet til Ithaka, men hun stiller sig dog tvivlende an: "Disse tvivlsomme nyheder forøger min sorg". Eumetes besked overhøres af bejlerne, som planlægger at dræbe Telemaco. De mister imidlertid modet, da en symbolsk ørn flyver over dem, så de opgiver planen og i stedet fornyer deres plan om at vinde Penelopes hjerte, denne gang ved hjælp af guld. Tilbage i lunen fortæller Minerva Ulisse, at hun har sørget for, at han vil kunne udfordre og udslette bejlerne. Idet han atter klæder sig som tigger, kommer Ulisse til paladset, hvor han udfordres til kamp af Iro ("Jeg vil plukke hårene af dit skæg et for et! "). Han indvilger og vinder kampen. Penelope erklærer nu, at hun vil tage den bejler, som er i stand til at sætte en streng i Ulisses bue. Alle tre bejler gør et forsøg, der mislykkes. Den forklædte Ulisse beder så om lov til at prøve, idet han siger, at han ikke behøver præmien, og til alles overraskelse lykkes det for ham. Han fordømmer da vredt bejlerne og, idet han påkalder sig guderne, dræber han dem med buen: "Så sårer buen! For død, for kaos, for ruin!"

### Akt 3
Idet han har mistet bejlernes beskyttelse, begår Iro selvmord efter en sorgfuld monolog ("O smerte, o kvide, som nedtrykker sjælen!") Melanto, hvis elsker Eurimaco blev dræbt af bejlerne, forsøger at advare Penelope om den nye fare, den uidentificerede drabsmand udgør, men Penelope bevæges ikke heraf og sørger fortsat over Ulisse. Eumete og Telemaco fortæller hende da, at tiggeren var Ulisse i forklædning, men hun nægter at tro dem: "Anmassende budbringer, skadelige trøster!" Scenen skifter kort til himlen, hvor Giunone, der er blevet opsøgt af Minerva, overtaler Giove og Nettuno til, at Ulisse skal genindsættes på sin trone. Tilbage på paladset har ammen Ericlea opdaget Ulisses identitet, idet hun har genkendt et ar på hans ryg, men hun afslører ham ikke med det samme: "Det smukke er nogle gange en smuk tavshed". Penelope tror det fortsat ikke, selv ikke da Ulisse træder uforklædt frem, og da Ericlea meddeler sin viden om arret. Da Ulisse til sidst kan beskrive mønstret på Penelopes sengelinned, en viden som kun han kan ligge inde med, er hun overbevist. Genforenede synger parret henført for at fejre deres kærlighed: "Længe har jeg sukket efter min sol! Mit fornyede lys!"

## Modtagelse og opførelseshistorie

### Tidlige opførelser
Il ritorno d'Ulisse in patria blev først sat op under karnevalssæsonen 1639-1640 i Venedig af et teaterselskab ved Manelli og Ferrari, der havde bragt operagenren til Venedig. Den præcise premieredato for Il ritorno d'Ulisse in patria kendes ikke. Ifølge Carter blev værket mindst opført ti gange i løbet af den første sæson. Manelli fik det derefter sat op i Bologna, hvor det spillede på Teatro Castrovillani, inden det atter kunne ses i Venedig i karnevalssæsonen 1640-1641. Efter optegnelser i det eksisterende partitur er det sandsynligt, at de første Venedig-opførelser var i fem akter, mens tre-akts-versionen kan være blevet udvirket i enten Bologna eller til den anden sæson i Venedig. Den italienske operahistoriker Nino Pirrotta har fremsat en teori om, at den første forestilling i Bologna skulle have været værkets urpremiere, men tesen har ikke kunnet støttes af efterfølgende forskning. Genopførelsen af operaen i Venedig kun en sæson efter dens premiere var højst usædvanlig, næsten unik i det 17. århundrede og er et vidnesbyrd om den succes, værket nød. Ringer kalder derfor operaen en af de mest succesfulde i det århundrede. Carter forklarer værkets publikumsappel med henvisning til dens indhold af sex, vold og overnaturlige elementer.
Man mente tidligere, at værket fik premiere på Teatro Cassiano, men nu mener forskerne, at det mest sandsynlige sted for opførelserne i såvel 1639-1640 og 1640-1641 var Teatro Santi Giovanni e Paolo. Det støttes af opførelseskalenderne på de andre operahuse i Venedig og af viden om, at Manellis firma havde afbrudt forbindelsen med Teatro Cassiano før sæsonen 1639-1640. Teatro Santi Giovanni e Paolo, der ejedes af Grimani-familien, har også været ramme om premiererne på Monteverdis Le nozze d'Enea in Lavinia og L'incoronazione di Poppea. Med hensyn til sceneudstyr er Il ritorno d'Ulisse in patria ifølge Carter et relativt let værk, idet der kun er behov for tre kulisser: Et palads, en havscene og en lund, hvilket var mere eller mindre standard i tidlig venetiansk opera. Der var dog behov for nogle spektakulære specialeffekter: Fajakernes skib skulle forstenes, en luftbåren vogn skulle bære Minerva, og en ildkugle skulle ramme Ulisse.
Efter genopførelserne i 1640-1641 i Venedig er der ingen yderligere dokumentation for, at Il ritorno d'Ulisse in patria er blevet opført før opdagelsen af partituret i det 19. århundrede. At manuskriptet blev fundet i Wien, kunne dog tyde på, at det måske er blevet opført der, måske for det kejserlige hof, eller at der i det mindste har været overvejelser herom. Monteverdi-forskeren Alan Curtis anfører, at manuskriptet er kommet til Wien i 1675 under kejser Leopold I, der var en ynder af kunsten, særligt af opera.

### Moderne opførelser
Partituret fra Wien blev udgivet af Robert Haas i 1922. Offentliggørelsen blev fulgt af den første moderne opførelse af operaen ved Vincent d'Indy i Paris den 16. maj 1925. Det næste halve århundrede var der kun sjældent opførelser af værket, omend BBC spillede operaen for britiske lyttere ved en radioudsendelse af værket den 16. januar 1928 i d'Indys udgave. Den italienske komponist Luigi Dallapiccolas udgave blev opført i Firenze i 1942, mens Ernst Kreneks version blev opført i Wuppertal i 1959. Den første britiske opsætning fandt sted i St. Pancras Town Hall i London den 16. marts 1965 med English Chamber Orchestra dirigeret af Frederick Marshall.
Operaen fik større udbredelse i de tidlige 1970'ere, da den blev opført i Wien i 1971 og i Glyndebourne i 1972.Opførelserne i Wien benyttede en ny udgave af Nikolaus Harnoncourt, hvis partnerskab med den franske operainstruktør Jean-Pierre Ponnelle førte til opsætninger af operaen i mange europæiske byer. Ponnelles opsætning i Edinburgh i 1978 er kaldt "berygtet". Kritiker ved The Times, Stanley Sadie roste sangerne, men kritiserede iscenesættelsen for dens frivolitet og råhed. Opsætningen i 1971 i Glyndebourne, der benyttede en udgave af Raymond Leppard, er fejlagtigt blev udråbt til den første britiske opsætning af operaen, omend det er korrekt, at det er den første opsætning ved et større britisk operakompagni. Il ritorno d'Ulisse in patria fik i januar 1974 sin amerikanske premiere, idet værket gik over scenen i Washington på Kennedy Center, hvor man benyttede Harnoncourts udgave. Af nyere dato er opførelserne i New York på Lincoln Center ved New York City Opera og andre steder i USA.
Den tyske komponist Hans Werner Henze var ansvarlig for den første version i kun to akter, der blev sat op i Salzburg med premiere den 11. august 1985, en produktion der delte kritikerne. To-akts-udgaver er, siden da, blevet stadig mere almindelige. Som en afvigelse fra de almindelige teateropførelser har den sydafrikanske kunstner og animator William Kentridge udtænkt en version af operaen baseret på dukker og tegnefilm, idet omtrent halvdelen af musikken er medtaget. Denne version er blevet vist i Johannesburg i 1998 og har siden turneret i verden med visninger på bl.a. Lincoln Center i 2004 og på Edinburgh Festival i 2009.
Værket er blevet opført i Danmark på Hammershus 1991 med Ulrik Cold og på Det Kongelige Teater i november 2005 i en iscenesættelse af David Alden med Lars Ulrik Mortensen som dirigent af Concerto Copenhagen. Rollen som Ulisse blev sunget af Bo Skovhus.

## Musikken
Selv om Monteverdis operaer ifølge Denis Arnold indeholder elementer fra tidligere genrer som intermezzo og pastoral, kan de med rimelighed betragtes som de første moderne operaer. I 1960'erne anførte musikanmelderen Richard Johnson imidlertid, at tempoet er langsommere i Monteverdis operaer, at melodiopfattelsen er mere enkel, og at den sanglige fremførelsesstil for den uindviede lyder som tør deklamation, og at det kan kræve gentagne lytninger at opfatte Monteverdis operaers særlige udtryksfuldhed. Nogle år senere skrev Jeremy Noble i en anmeldelse i Gramophone, at Il ritorno d'Ulisse in patria var den mindst kendte og mindst opførte af Monteverdis operaer, fordi han ikke mente, at musikken havde så megen karakter eller fantasi som musikken i L'Orfeo eller L'incoronazione di Poppea. Arnold har kaldt værket en "grim ælling". Senere analytikere har været mere positive: Mark Ringer mener, at Il ritorno d'Ulisse in patria er den mest bevægende af Monteverdis operaer, mens komponistens evne til at portrættere rigtige menneskers følelser gennem musik efter Ellen Rosands mening kommer fuldt til udtryk i denne opera og i L'incoronazione di Poppea få år senere.
Skabelon:Listen
Musikken i Il ritorno d'Ulisse in patria viser umiskendelige påvirkninger fra komponistens tidligere arbejder. Penelopes klage, som første akt starter med, kan føres tilbage til såvel Orfeos Redentemi il mio ben og klagesangen fra L'Arianna. Krigsmusikken, som ledsager referencer til slag og til drabet på bejlerne, skyldes Il combattimento di Tancredi e Clorinda, ligesom Monteverdi også benytter teknikker, som han udviklede i Scherzi musicale, et værk fra 1632. Det er typisk for Monteverdi, at personerne bliver levende portrætteret gennem deres musik. Penelope og Ulisse synger med hvad Ringer kalder en ærlig musikalsk og verbal deklamation, mens bejlernes stil er overdrevet og ornamenteret. Iro, måske den første store komiske operarolle, begynder sin monolog i tredje akt med et klagehyl, der løber over otte takter. I Penelopes klage er der en gentagelse af tonen Es, der ifølge Ringer udtrykker en følelse af at stå følelsesmæssigt i stampe, hvilket fint svarer til hendes psykiske tilstand ved operaens begyndelse. Ved operaens afslutning, hvor trængslerne er ovre, forenes hun med Ulisse i en livsbekræftende duet, som ingen anden komponist kunne have udført med undtagelse af Verdi.
Rosand deler musikken i Il ritorno d'Ulisse in patria op i "tale-ytringer" og musikalske ytringer. Talen, der sædvanligvis har form af recitativer, giver information og bevæger handlingen fremad, mens de musikalske ytringer i form af sang eller korte udbrud er lyriske passager, som forøger en situations følelsesmæssige eller dramatiske effekt. Denne opdeling er imidlertid mindre formel her end i det tidligere værk L'Orfeo; i Il ritorno d'Ulisse in patria bruges arioso og arie ofte også til "informationsformidling". Som i L'Orfeo og L'incoronazione di Poppea differentierer Monteverdi musikalsk mellem mennesker og guder, idet sidstnævnte synger mere melodiøst, omend menneskene i Il ritorno d'Ulisse in patria også synger med et lyrisk udtryk. Ifølge anmelderen Ian Fenlon bevæger Monteverdis melodiske og fleksible recitativ-stil sig let mellem deklamation og arioso, som står tilbage i hukommelsen som værkets overordnede tonesprog. Monteverdis evne til at kombinere avancerede former som kammerduet og ensembler med et ældre udtryk som recitativer vidner om udviklingen i komponistens stil. Monteverdis musikalske signatur ligger imidlertid i hans brug af "stilo concitato" (en hurtig gentagelse af toner, som skal antyde dramatik eller spænding), der benyttes effektivt i kampscenen mellem Ulisse og Iro og ved drabet på bejlerne. Arnold henleder opmærksomheden på det store antal personer i operaen, de guddommelige, de ædle, tjenerne, de onde, de tåbelige, de uskyldige og de gode. Alle disse forlenes med et musikalsk udtryk, der præcist afspejler deres følelser.

## Liste over musikalske enheder
Den følgende oversigt viser de scener, librettoen er inddelt i. Hver enkelt scene er typisk en blanding af flere musikalske enheder: Recitativ, arioso, arietta og nogle gange ensemble og mellemspil uden sang.
| Scene      | Medvirkende                                                          | Første linje | Noter |
| Prolog     | Prolog                                                               | Prolog | Prolog |
| ---------- | -------------------------------------------------------------------- | --- | --- |
| Prolog     | L'humana fragilatà, Tempo, Fortuna, Amore                            | Mortal cosa son io (Jeg er en dødelig ting)                                                                                       | I prologen i librettoen optræder guderne Fato, Fortezza og Prudenza (Skæbne, Styrke og Fornuft)                             |
| Akt I      |                                                                      | | |
| Scene I    | Penelope, Ericlea                                                    | Di misera regina non terminati mai dolenti affanni! (En miserabel dronnings ikke afsluttede bekymrede sorger!)                    | |
| Scene II   | Melanto, Eurimaco                                                    | Duri e penosi son gli amorosi fieri desir (Bitre og hårde er de elskendes stolte begær)                                           | |
| Scene III  |                                                                      | | Scene ved havet. Musikken findes ikke i partituret.                                                                         |
| Scene IV   | Kun musik                                                            | | Den sovende Ulisse sættes i land af fajakerne.                                                                              |
| Scene V    | Nettuno, Giove                                                       | Superbo è l'uom (Stolt er mennesket)                                                                                              | I nogle udgaver begynder scenen med et sirenekor, mens andre har et mellemspil.                                             |
| Scene VI   | Coro di Feaci, Nettuno                                               | In questo basso mondo (I denne lave verden)                                                                                       | |
| Scene VII  | Ulisse                                                               | Dormo ancora o son desto? (Sover jeg stadig, eller er jeg vågen?)                                                                 | |
| Scene VIII | Minerva, Ulisse                                                      | Cara e lieta gioventù (Kære og glade ungdom)                                                                                      | |
| Scene IX   | Minerva, Ulisse                                                      | Tu d'Aretusa a fonte intanto vanne (Gå du i mellemtiden til Aretusa-brønden)                                                      | Første akt i fem-akts-versionen ender her.                                                                                  |
| Scene X    | Penelope, Melanto                                                    | Donate un giorno, o dei, contento a' desir miei (Giv mig en dag, o guder, der vil opfylde mine ønsker)                            | |
| Scene XI   | Eumete                                                               | O come mal si salva un Regio amante (Åh hvor dårligt en elskende konge redder sig selv)                                           | |
| Scene XII  | Iro, Eumete                                                          | Pastor d'armenti può prati e boschi lodar (En kvæghyrde kan rose enge og skove)                                                   | |
| Scene XIII | Eumete, Ulisse                                                       | Ulisse generoso! Fu nobile intrapresa (Gavmilde Ulisse! Gerningen var ædel)                                                       | |
| Akt 2      |                                                                      | | |
| Scene I    | Telemaco, Minerva                                                    | Lieto cammino, dolce viaggio (Glade tur, søde rejse)                                                                              | |
| Scene II   | Eumete, Ulisse, Telemaco                                             | O gran figlio d'Ulisse, è pur ver che tu torni O store søn af Ulisse, er det sandt, at du er kommet tilbage?)                     | |
| Scene III  | Telemaco, Ulisse                                                     | Che veggio, ohimè, che miro? (Hvad ser jeg, ak, hvad skuer jeg?)                                                                  | Anden akt i fem-akts-versionen ender her.                                                                                   |
| Scene IV   | Melanto, Eurimaco                                                    | Eurimaco, la donna insomma ha un cor di sasso ( Kort fortalt, Eurimaco, har damen et hjerte af sten)                              | |
| Scene V    | Antinoo, Pisandro, Anfinomo, Penelope                                | Sono l'altre regine coronate di servi e tu d'amanti (Andre dronninger krones af tjenere, du af elskere)                           | |
| Scene VI   |                                                                      | | "Maurernes ballet". Musikken mangler i partituret.                                                                          |
| Scene VII  | Eumete, Penelope                                                     | Apportator d'alte novelle vengo! (Som budbringer af store nyheder er jeg kommet!)                                                 | |
| Scene VIII | Antinoo, Anfinomo, Pisandro, Eurimaco                                | Compagni, udiste? (Venner, har I hørt det?)                                                                                       | |
| Scene IX   | Ulisse, Minerva                                                      | Perir non può chi tien per scorta il cielo (Den som har himlen med sig kan ikke gå under)                                         | |
| Scene X    | Eumete, Ulisse                                                       | Io vidi, o pelegrin, de' Proci amanti (Jeg har set, o vandrer, de elskende bejlere)                                               | Tredje akt i fem-akts-versionen ender her. I Henzes to-akts-udgave ender første akt her.                                    |
| Scene XI   | Telemaco, Penelope                                                   | Del mio lungo viaggio i torti errori già vi narrai, regina (Om min rejses indviklede veje har jeg allerede fortalt Dem, dronning) | |
| Scene XII  | Antinoo, Eumete, Iro, Ulisse, Telemaco, Penelope, Anfinomo, Pisandro | Sempre villano, Eumete (Altid en røver, Eumete)                                                                                   | Fjerde akt i fem-akts-versionen ender her.                                                                                  |
| Akt 3      |                                                                      | | |
| Scene I    | Iro                                                                  | O dolor, o martir che l'alma attrista! ( O smerte, o kvide, som nedtrykker sjælen!)                                               | |
| Scene II   |                                                                      | | Scenen er ikke komponeret, fordi Monteverdi fandt den for "for melankolsk". De døde bejleres sjæle ses træde ind i helvede. |
| Scene III  | Melanto, Penelope                                                    | E quai nuovi rumori (Og de nye tumulter)                                                                                          | |
| Scene IV   | Eumete, Penelope                                                     | Forza d'occulto affetto raddolcisce il tuo petto (Den skulte affekts kraft beroliger dit bryst)                                   | |
| Scene V    | Telemaco, Penelope                                                   | È saggio Eumete, è saggio (Eumete er vis, han er vis)                                                                             | |
| Scene VI   | Minerva, Giunone                                                     | Fiamma è l'ira, o gran dèa, foco è lo sdegno (Vreden er en flamme, o store gudinde, hadet er en brand)                            | |
| Scene VII  | Giunone, Giove, Nettuno, Minerva, Coro di celesti, Coro marittimo    | Gran Giove, alma de' dèi, (Store Giove, gudernes sjæl)                                                                            | |
| Scene VIII | Ericlea                                                              | Ericlea, che vuoi far? (Euriclea, hvad vil du gøre?)                                                                              | |
| Scene IX   | Penelope, Eumete, Telemaco                                           | Ogni nostra ragion se n' porta il vento (Al vor fornuft blæses bort af vinden)                                                    | |
| Scene X    | Ulisse, Penelope, Ericlea                                            | O delle mie fatiche meta dolce e soave (O en blid og mild ende på mine sorger)                                                    | |

## Indspilninger
Den første optagelse af operaen blev udsendt i 1964 af Vox i en væsentligt forkortet version. Den første komplette indspilning var med Nikolaus Harnoncourt, der dirigerede Concentus Musicus Wien i 1971. Raymond Leppards version fra 1972 fra Glyndebourne blev optaget ved en koncert i Royal Albert Hall; det følgende år lavede man en indspilning af en egentlig teateropførelse med den samme besætning fra Glyndebourne. Leppards tredje Glyndebourne-udgave udkom i 1980. Stryger- og messing-orkestreringen fik dog nogle kritiske kommentarer med på vejen af Denis Arnold, der i en anmeldelse i Gramophone skrev: "Too much of the music left with a simple basso continuo line in the original has been fully orchestrated with strings and brass, with the result that the expressive movement between recitative, arioso and aria is obscured". Den samme kritik kan ifølge Arnold rettes mod Harnoncourts indspilning fra 1971.
Blandt de nyere indspilninger er den roste opførelse fra 1992 med René Jacobs og Concerto Vocale, som ifølge Fenlon er en referenceplade for yndere af Monteverdis musik.
Jacobs' indspilning fastholder den oprindelige form med fem akter og bruger musik af Luigi Rossi og Giulio Caccini til nogle af de kor, som forekommer i librettoen, men som mangler i Monteverdis partitur. Mere end tredive år efter sin første indspilning udsendte Harnoncourt i 2002 en liveoptagelse på DVD med Oper Zürich.
Sangerne fik ros, men Harnoncourts valg af en stor orkesterbesætning og noget friske instrumentering blev af Gramophone-kritikeren Jonathan Freeman-Attwood fremhævet som forhold, der sandsynligvis ville vække debat.

## Udgaver
Siden offentliggørelsen af wiener-partituret i 1922, er der hyppigt udkommet udgaver af operaen, nogle af dem med henblik på specifikke opførelser eller indspilninger. Den følgende liste viser de vigtigste udgaver:
- Robert Hass (Wien, 1922, i serien Denkmäler der Tonkunst in Österreich)[70]
- Vincent d'Indy (Paris, 1926)[14]
- Gian Francesco Malipiero (Wien, 1930, i Claudio Monteverdi: Tutte le opere)[14]
- Luigi Dallapiccola (Milano, 1942)[71]
- Ernst Krenek (Wuppertal, 1959)[38]
- Nikolaus Harnoncourt (Wien, 1971)[38]
- Raymond Leppard (London, 1972)[14]
- Hans Werne Henze (Salzburg, 1985)[71]
- Alan Curtis (London, 2002)[31]